# Lampides clara
Lampides clara är en fjärilsart som beskrevs av Tutt 1907. Lampides clara ingår i släktet Lampides och familjen juvelvingar. Inga underarter finns listade i Catalogue of Life.